# ガン&スピリット
『ガン&スピリット』（原題：Westbrick Murders）は、アメリカ合衆国、イギリス、デンマークの映画作品。

## キャスト
| 役名       | 俳優                     | 日本語吹替 |
| ---------- | ------------------------ | ---------- |
| マシュー   | ダニエル・エドワーズ     | 三木眞一郎 |
| ビリー     | サミ・ダール             | 天田益男   |
| バーバラ   | アンナ・バード           | 岡村明美   |
| シェーマス | イアン・バーンズ         | 田坂浩樹   |
| レベッカ   | メリート・ヴァン・カンプ | 五十嵐麗   |
| ジョン     | エリック・ロバーツ       | 石住昭彦   |
|            | ヴァーノン・ウェルズ     |            |

- その他の声の吹き替え：仁古泰／梨花まゆり